# Wiedemannia digna
Wiedemannia digna är en tvåvingeart som beskrevs av Sinclair 2006. Wiedemannia digna ingår i släktet Wiedemannia och familjen dansflugor. Inga underarter finns listade i Catalogue of Life.